# 重感染
重感染（英: superinfection）とは、ある感染症に引き続いて外因性または内因性の（別種の）病原体が宿主に感染する事を指す。同時に感染する重複感染（coinfection）と対比される。
重感染では、二次感染する病原体は一次感染した病原体の治療に対して抵抗性である。細菌学の分野では、広域抗生物質による治療後に発生する内因性クロストリジウム・ディフィシルの異常増殖、一部の免疫不全患者における緑膿菌性肺炎・敗血症が例として挙げられる。
ウイルス学の分野では、定義が若干異なっている。重感染とは、あるウイルスに感染した細胞に、異株のウイルスや別種のウイルスが後から感染する事を指す。重感染したウイルスは、元の感染症の治療に使用されていた抗ウイルス薬に耐性がある場合がある。また、重感染したウイルスが宿主の免疫反応の影響を受け難いケースもある。最近のメタゲノム解析は、新種のコロナウイルス（SARS-CoV-2）がライノウイルスやモラクセラ属などの他の病原体の重感染やコロニー形成に関与している可能性を示唆している。
寄生虫学の分野では、重感染は、同属の寄生虫に再感染する事を指す。例えば肝蛭に感染した患者が再び巨大肝蛭に感染する場合などである。

## 参考資料
1. ↑  “Superinfection”.   Merriam-Webster Inc.. 2014年3月14日閲覧。
2. ↑  “Treatment of neutropenic fever syndromes in adults with hematologic malignancies and hematopoietic cell transplant recipients (high-risk patients)”. www.uptodate.com. 2016年2月9日閲覧。
3. ↑  “HIV types, subtypes groups and strains: Is it possible to be infected more than once?”. www.avert.org.  AVERT. 2010年11月23日閲覧。
4. ↑  “What do we know about HIV superinfection?”. www.ucsf.edu.  University of California, San Francisco (2006年5月). 2010年11月23日閲覧。
5. ↑  Peddu V.; Shean R.C.; Shrestha L.; Perchetti G.A.; Minot S.; Roychoudhury P.; Huang M.L.; Nalla A.K. et al. (May 2020). “Metagenomic analysis reveals clinical SARS-CoV-2 infection and bacterial or viral superinfection and colonization”. Clinical Chemistry 66 (7):  966–972. doi:10.1093/clinchem/hvaa106. PMC 7239240. PMID 32379863.